# Uma mitologia para a Inglaterra

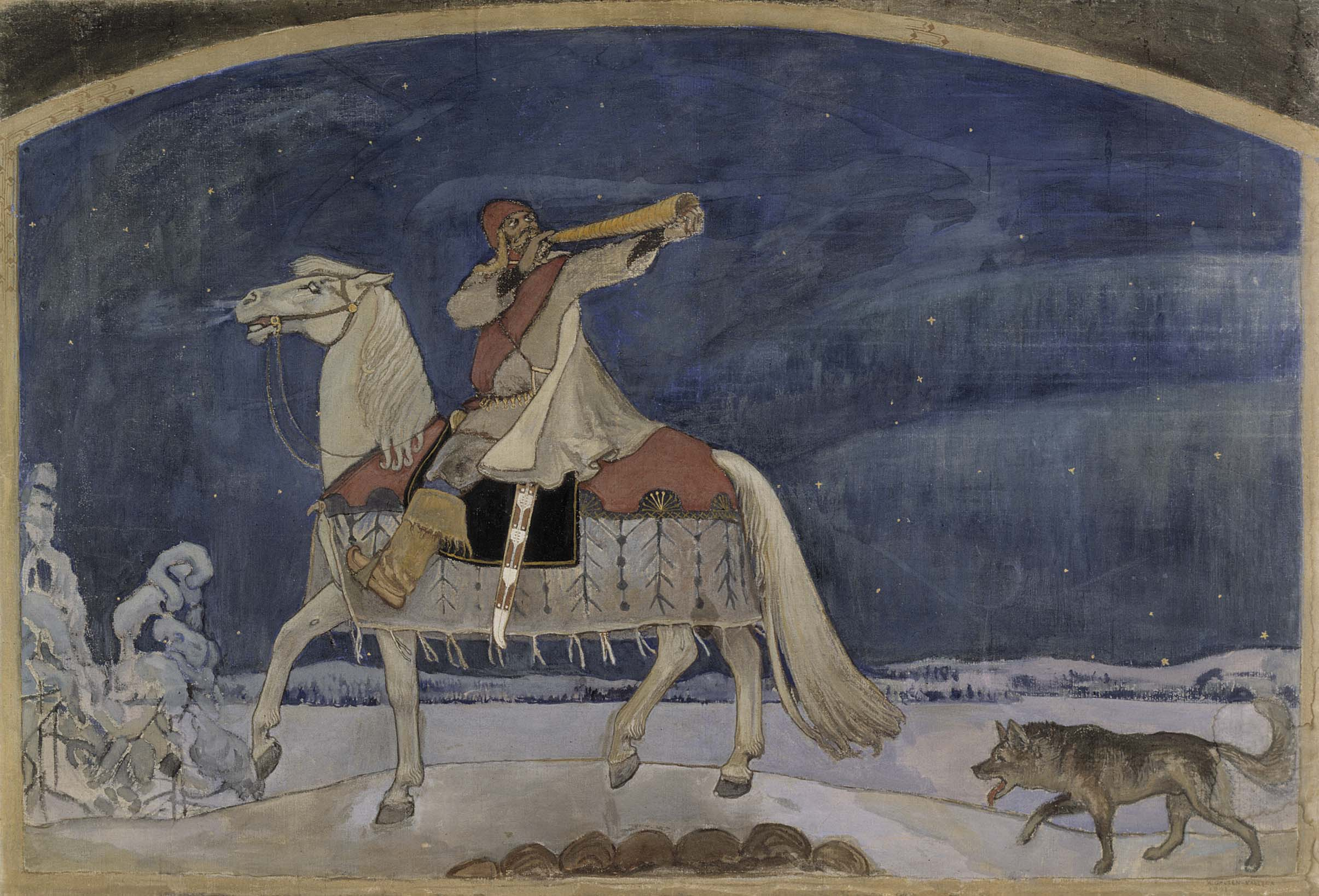
Tolkien afirmou que a história de Kullervo no Kalevala finlandês o inspirou a criar narrativas em torno de suas línguas construídas, um passo crucial para desenvolver sua mitologia para a Inglaterra. Pintura en, de Akseli Gallen-Kallela, 1901.

O autor inglês J. R. R. Tolkien é frequentemente associado ao desejo de criar "uma mitologia para a Inglaterra". Embora ele nunca tenha usado essa expressão exata, diversos comentadores consideram a frase do seu biógrafo Humphrey Carpenter apropriada para descrever grande parte de sua abordagem na criação da Terra Média e do legendarium que fundamenta O Silmarillion.
Esse desejo ecoava esforços semelhantes em outros países europeus, especialmente a criação do Kalevala por Elias Lönnrot na Finlândia, que Tolkien leu, principalmente em inglês, e admirou profundamente. A obra o incentivou a estudar a língua finlandesa, que ele considerava bela, e a incorporar algumas de suas características em uma de suas línguas construídas, que se tornou a língua élfica Quenya. Ele também estudou o galês, que inspirou outra língua élfica, o  Sindarin. Tolkien percebeu que precisava de falantes para essas línguas, o que o levou a criar histórias sobre elfos divididos em diferentes grupos. Paralelamente, seu estudo do inglês antigo o levou a ler Christ I [en], que mencionava um personagem chamado Earendel, descrito como o mais brilhante. Essa descrição intrigante o inspirou a escrever, em 1914, "A Viagem de Earendel, a Estrela Vespertina", o primeiro elemento de sua mitologia.
Tolkien tentou reconstruir uma mitologia inglesa [en], culminando na narrativa de como os irmãos Hengist e Horsa lideraram os jutos à Grã-Bretanha e fundaram a Inglaterra. Ele criou uma história coesa, embora soubesse que provavelmente não refletia a realidade histórica. Na ausência de uma mitologia inglesa autêntica, ele buscou inspiração em mitologias nórdicas e outras, além de pistas em manuscritos medievais em inglês antigo. Beowulf forneceu elementos como ents, elfos e orcs; Sir Gawain e o Cavaleiro Verde inspirou os homens selvagens [en].
O legendarium resultante, concebido durante a Primeira Guerra Mundial e reformulado no período entre guerras, refletia o contexto da Inglaterra do século XX, com o declínio do império, ameaças de conflitos e uma sociedade marcada por divisões e vozes dissidentes. Para Verlyn Flieger [en], o resultado está mais próximo da visão distópica de 1984, de George Orwell, do que de uma fantasia escapista. Por outro lado, Dimitra Fimi [en] argumenta que o cenário abrange todo o noroeste da Europa, não apenas a Inglaterra, e, com a incorporação de  elementos celtas, pode ser descrito de forma mais ampla como uma "mitologia para a Grã-Bretanha".

## Contexto: As intenções de Tolkien

### Autor
J. R. R. Tolkien foi um autor inglês e filólogo especializado em línguas germânicas antigas, com ênfase no inglês antigo. Passou grande parte de sua carreira como professor na Universidade de Oxford. É mais conhecido por seus romances ambientados na Terra Média, como O Hobbit e O Senhor dos Anéis, além de O Silmarillion, publicado postumamente, que apresenta uma narrativa mítica sobre eras anteriores. Como católico romano devoto, ele descreveu O Senhor dos Anéis como uma obra "fundamentalmente religiosa e católica", rica em simbolismo cristão.

### Uma "frase impactante"
Em sua biografia de Tolkien publicada em 1977, Humphrey Carpenter escreveu:
| “ | [Tolkien] apresentou um artigo sobre o Kalevala a uma sociedade universitária ... sobre a importância do tipo de mitologia encontrado nos poemas finlandeses. 'Essas baladas mitológicas', disse ele, são ... [o que] a literatura da Europa tem ... cortado progressivamente ... por muitos séculos. ... 'Eu gostaria que tivéssemos mais disso – algo do mesmo tipo que pertencesse aos ingleses.' | ” |

Carpenter observou que essa ideia era empolgante, sugerindo que Tolkien poderia estar considerando a criação de uma "mitologia para a Inglaterra". Catherine Butler descreveu essa expressão como uma "frase impactante".
A estudiosa de Tolkien Jane Chance [en], em seu livro de 1979, Tolkien's Art: 'A Mythology for England' [en], analisou a ideia de que os escritos de Tolkien sobre a Terra Média tinham o propósito de formar tal mitologia. Ela citou uma das cartas de Tolkien, enviada no final de 1951:
| “                                                         | Eu tinha em mente criar um corpo de lendas mais ou menos conectadas, variando do grandioso e cosmogônico ao nível de contos de fadas românticos – o maior fundamentado no menor em contato com a terra, o menor extraindo esplendor dos vastos cenários – que eu poderia dedicar simplesmente: à Inglaterra; ao meu país. ... Eu desenvolveria algumas das grandes histórias em detalhes, deixando muitas apenas esboçadas no esquema geral. Os ciclos deveriam estar ligados a um todo majestoso, mas ainda deixar espaço para outras mentes e mãos, manejando pintura, música e drama. | ” |
| — Carta #131 a Milton Waldman (na Collins), final de 1951 | |   |

Em uma carta ao jornal The Observer sobre seu livro O Hobbit, publicado em 1937, Tolkien afirmou que a história "derivava de épicos, mitologias e contos de fadas (previamente assimilados)", além de outra fonte: o então inédito 'Silmarillion', uma história dos elfos, frequentemente mencionado. Chance observou que, se Tolkien realmente queria criar uma mitologia para a Inglaterra, publicar obras como essa era uma maneira ideal de aproveitar a literatura medieval inglesa, como Beowulf, Sir Gawain e o Cavaleiro Verde e Ancrene Wisse and Hali Meiðhad [en], que ele estudava em sua vida acadêmica.
O conceito foi reforçado por Tom Shippey [en] em seu livro de 1982, The Road to Middle-earth: How J.R.R. Tolkien Created a New Mythology. Ele também cita a carta de Tolkien.
Em um capítulo de 2004 intitulado "A Mythology for Anglo-Saxon England", Michael Drout [en] demonstra que Tolkien nunca usou a frase exata "uma mitologia para a Inglaterra", mas os comentadores a consideraram apropriada para descrever sua abordagem na criação da Terra Média. Drout observa que os estudiosos concordam amplamente que Tolkien "teve sucesso nesse projeto" de dar vida a essa mitologia. O propósito inicial do legendarium era fornecer um contexto para suas línguas inventadas, mas Tolkien descobriu, ao desenvolvê-lo, que desejava criar uma epopeia genuinamente inglesa, abrangendo a geografia, a língua e a mitologia da Inglaterra.

Decidindo por uma mitologia para a Inglaterra: influências prováveis sobre Tolkien incluem os Irmãos Grimm e Elias Lönnrot, que moldaram mitologias para seus países.[12]

## Razões

### Influências prováveis

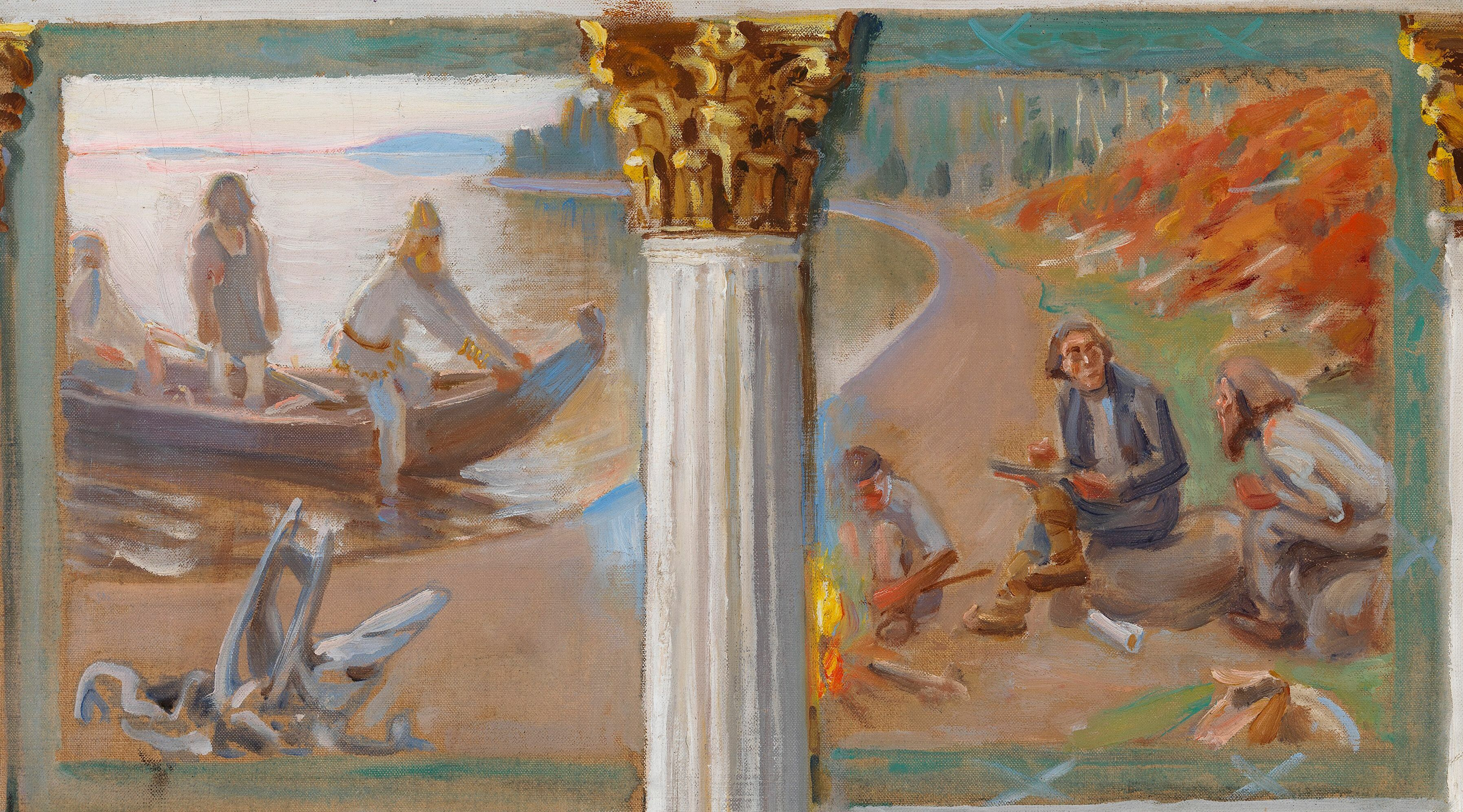
Tolkien desejava seguir o exemplo de Elias Lönnrot, que percorreu a Finlândia registrando folclore oral de uma tradição viva. Esboço de 1912 para um mural, Lönnrot e os Cantores de Runas, por Akseli Gallen-Kallela.

A folclorista e estudiosa de Tolkien Dimitra Fimi observa que o desejo de criar uma mitologia nacional não era exclusivo de Tolkien. Tentativas, por vezes fraudulentas, com diferentes graus de sucesso, ocorreram na Dinamarca, Finlândia, Alemanha, Escócia e País de Gales nos séculos XVIII e XIX. Maria Sachiko Cecire concorda, destacando que os Irmãos Grimm na Alemanha são os mais conhecidos, mas cita também Elias Lönnrot, que viajou pela Finlândia coletando poemas cantados pelo povo e os compilou em uma narrativa coesa, o Kalevala. Cecire comenta que essa narrativa, e a forma como Lönnrot a organizou, foi certamente uma grande influência [en] para Tolkien. Ele leu e admirou o Kalevala, principalmente em tradução, e ficou igualmente impressionado com o que considerava a beleza da língua finlandesa. Anos depois, Tolkien escreveu: "Foi como descobrir uma adega completa cheia de garrafas de um vinho incrível, de um tipo e sabor nunca provados antes. Isso me deixou completamente extasiado." Ele incorporou algumas características do finlandês em sua língua élfica, Quenya.
| Nação         | Data           | Autor                        | Método, materiais utilizados | Objetivo, obra criada       | Notas |
| ------------- | -------------- | ---------------------------- | --- | --------------------------- | --- |
| Escócia       | 1760           | James Macpherson             | Publicar poema "traduzido" de manuscritos gaélicos | Ciclo de poemas de "Ossian" | Considerado fraudulento; manuscritos nunca comprovados                                                                        |
| País de Gales | 1789 em diante | Iolo Morganwg                | Tentar recriar a tradição bárdica antiga Publicar poemas alegadamente de manuscritos medievais; Afirmar que o Eisteddfod [en] nacional derivava do antigo Gorsedd [en] | Tríades galesas             | Considerado fraudulento |
| Dinamarca     | 1808 em diante | Nikolai & Sven Gruntvig [en] | Poesia heroica, baladas | Mitologia Nórdica           | Algum sucesso, útil para a identidade nacional                                                                                |
| Alemanha      | 1812 em diante | Irmãos Grimm                 | Coletar uma massa de contos de fadas | Mitologia, lendas           | Inconclusivo |
| Finlândia     | 1835           | Elias Lönnrot                | Percorrer o país, coletar uma massa de poemas folclóricos | Kalevala                    | Sucesso, nova tradição nacional; Influente em Tolkien                                                                         |
| Inglaterra    | 1914 em diante | J. R. R. Tolkien             | Reunir fragmentos de evidências, escrever documentos em camadas | Legendarium de Tolkien      | Relançado com sucesso "Elfos, Orcs, Ents, ... Homens Selvagens ... no imaginário popular" junto com Trolls; adicionou Hobbits |

### Origens
Tolkien começou a trabalhar em sua mitologia ainda estudante na Universidade de Oxford, a partir de 1911. Seu interesse pelas Edda em verso e Edda em prosa o levou ao Kalevala em 1912. Sua fascinação pelas línguas usadas nessas mitologias o incentivou a estudar a finlandesa, que ele aprendeu a partir de um livro de gramática, e a galesa; ele achava ambas as línguas belas. O prazer que sentia por essas línguas desencadeou a criação de línguas artificiais, incluindo as duas principais línguas élficas de seu legendarium, Quenya e Sindarin. Tolkien afirmou que a história de Kullervo, em particular, foi o ponto de partida para seu legendarium: "o germe da minha tentativa de escrever lendas próprias para minhas línguas particulares foi a trágica história do infeliz Kullervo no Kalevala finlandês". Em um fio narrativo separado, sua leitura em 1914 do manuscrito em inglês antigo Crist I o levou a Earendel e ao primeiro elemento de seu legendarium, "A Viagem de Earendel, a Estrela Vespertina".

O Legendarium de Tolkien surgiu da Mitologia nórdica, do Kalevala, das línguas finlandesa e galesa, do proto-Quenya e proto-Sindarin,[6] e de Christ I.[18] Humphrey Carpenter chamou-o de "Uma mitologia para a Inglaterra".[2]

## Métodos

### Uma pré-história reconstruída
Tolkien reconheceu que qualquer mitologia inglesa autêntica havia sido extinta. Ele presumiu, por analogia com a Mitologia nórdica e as pistas remanescentes, que uma mitologia existira até os tempos anglo-saxões. Tolkien decidiu reconstruir tal mitologia, acompanhada, em certa medida, por uma pré-história ou pseudohistória imaginada dos anglos, saxões e jutos antes de sua migração para a Inglaterra. Drout analisa detalhadamente e resume essa pré-história imaginada:
| “ | Os primeiros colonos da Inglaterra anglo-saxã foram os filhos e descendentes de Ælfwine, o amigo dos elfos, que navegou pelo mar até a Ilha Sagrada dos Elfos. A pré-história dos descendentes de Ælfwine era a mitologia inventada de Arda de Tolkien, mas também incluía a história de Beowulf, uma representação das façanhas de alguns de seus antepassados. A história inicial da Inglaterra anglo-saxã começou quando os meio-irmãos de Heorrenda, Hengest e Horsa, lideraram a migração dos jutos do continente para a Inglaterra. O próprio Heorrenda compôs Beowulf e compilou as lendas de Arda no Livro Dourado de Heorrenda. Hengest é um personagem em Beowulf e em Finnsburg. O herói de Beowulf é um geata, que equivale a um godo, um dos antepassados continentais dos anglo-saxões... Tudo se encaixa perfeitamente, embora provavelmente não seja verdade (e Tolkien sabia disso). | ” |

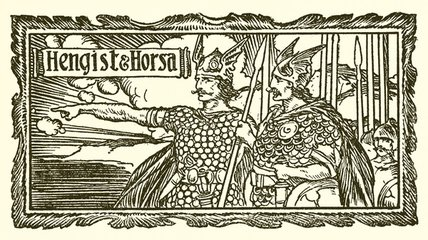
Os irmãos Hengest e Horsa são os fundadores lendários da Inglaterra. Ilustração de Pageant of British History, de en, 1909.

O estudioso de literatura Nicholas Birns [en] argumenta que o trabalho de Tolkien na história de Finn e Hengest [en] combina aspectos de sua pesquisa conjectural sobre as origens inglesas e argumentos mitológicos presentes em seu legendarium. Ele optou por interpretar a palavra-chave eotenas como "Jutos", em vez de "monstros", permitindo-lhe explorar a transformação de Hengest em uma espécie de herói nacional da Inglaterra.

### Heróis, raças e monstros do inglês antigo

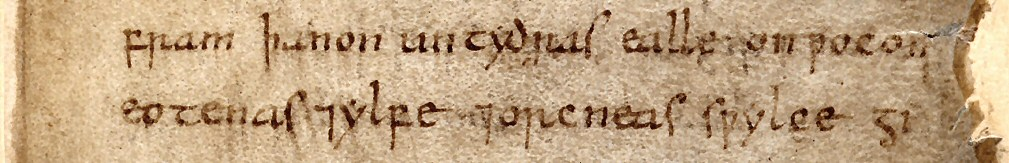
O poema em inglês antigo Beowulf menciona eotenas [ond] ylfe [ond] orcneas, "ogros [e] elfos [e] cadáveres demoníacos", que inspirou Tolkien a criar ents, elfos, orcs e outras raças para sua mitologia para a Inglaterra.

Dada a escassez de vestígios da mitologia inglesa, Tolkien buscou pistas em mitologias nórdicas e outras fontes. Ele encontrou indícios em Beowulf, que admirava profundamente, e em outras fontes em inglês antigo, que lhe forneceram os ettens (como nas Ettenmoors) e ents, seus elfos e orcs; seu "warg" é uma fusão entre o nórdico antigo vargr e o inglês antigo wearh. Ele extraiu seus woses ou homens selvagens (os Drúedain) do aparente plural wodwos no poema em inglês médio Sir Gawain e o Cavaleiro Verde, linha 721, que por sua vez deriva do inglês antigo wudu-wasa, um substantivo singular. Shippey comenta:
| “ | Quanto à criação de uma "Mitologia para a Inglaterra", um fato certo é que as noções do inglês antigo de Elfos, Orcs, Ents, Ettens e Homens Selvagens foram, por meio de Tolkien, reintroduzidas no imaginário popular, juntando-se aos mais conhecidos Anões ..., Trolls, ... e aos totalmente inventados Hobbits. | ” |

O linguista e estudioso de Tolkien Carl Hostetter [en] observa que, ainda assim,
| “ | mesmo Beowulf não atende aos critérios de Tolkien para uma epopeia verdadeiramente inglesa, pois, embora tenha sido composto em inglês antigo e faça um uso novo e caracteristicamente inglês de elementos mitológicos germânicos, nenhuma parte dele se passa na Inglaterra; e, assim, embora o poema se mova sob céus nórdicos, esses céus não são ingleses. | ” |

Hostetter destaca que Eärendil, o marinheiro que acaba guiando seu navio pelos céus, brilhando como uma estrela, foi o primeiro elemento da mitologia inglesa que Tolkien incorporou à sua própria mitologia. Ele foi inspirado pela passagem sobre Earendel no poema em inglês antigo Crist I, linhas 104–108, que começa com "Eala Earendel, engla beorhtast", "Ó luz nascente, o mais brilhante dos anjos". Tolkien dedicou considerável esforço ao seu personagem em inglês antigo Ælfwine [en], que ele usou como um dispositivo de enquadramento [en] em O Livro dos Contos Perdidos; ele também utilizou um personagem com o mesmo nome em seu romance abandonado sobre viagem no tempo, A Estrada Perdida.

## Efeitos

### Um reflexo da Inglaterra do século XX
Verlyn Flieger afirma que o legendarium de O Silmarillion é tanto um monumento à imaginação de Tolkien quanto o mais próximo que alguém chegou de "uma mitologia que poderia ser chamada inglesa". Ela cita as palavras de Tolkien em Os Monstros e os Críticos, afirmando que a obra é "de um homem erudito escrevendo sobre tempos antigos, que, ao olhar para o heroísmo e a tristeza, sente neles algo permanente e simbólico". Ele falava sobre Beowulf; Flieger aplica essas palavras aos próprios escritos de Tolkien, sugerindo que sua mitologia foi criada para proporcionar
| “ | a ilusão de contemplar um passado, pagão, porém nobre e carregado de profundo significado — um passado que, por si só, possuía profundidade [en] e se estendia para trás, rumo a uma antiguidade sombria de tristeza. | ” |

Flieger comenta que "a grande canção mitológica de Tolkien" foi concebida enquanto a Primeira Guerra Mundial transformava a Inglaterra para sempre; cresceu e tomou forma em uma segunda era, entre as guerras; e, na forma de O Senhor dos Anéis, encontrou seu público em uma terceira era, a Guerra Fria. Ela escreve:
| “ | Se o legendário de Tolkien, como o temos agora, é uma mitologia para a Inglaterra, é uma canção sobre grande poder e promessa em meio ao declínio, atormentada por dissensões, dividida por facções, perpetuamente ameaçada por guerras e em constante conflito consigo mesma. | ” |

Na visão dela, isso está mais próximo da perspectiva de 1984, de George Orwell, do que da "fantasia escapista de pés peludos" que os detratores de O Senhor dos Anéis caracterizaram a obra como sendo. Ela afirma que a principal função de uma mitologia é "refletir uma cultura para si mesma". Flieger prossegue perguntando qual seria a visão de mundo encapsulada nessa mitologia. Ela observa que a Terra Média é  influenciada por mitologias existentes; e que Tolkien afirmou que O Senhor dos Anéis era fundamentalmente católico. Ainda assim, ela escreve, seu mito é fundamentalmente diferente do cristianismo, sendo "muito mais sombrio"; o mundo é salvo não pelo sacrifício de um deus, mas por Eärendil e por Frodo, em um mundo onde "empreendimento e criatividade [deram] desastrosamente errado". Se isso é uma mitologia para a Inglaterra, ela conclui, é um alerta para não se apegar a nada, pois não oferece salvação; Frodo não conseguiu abdicar do Um Anel, e Fëanor não pôde abandonar os Silmarils. Uma Inglaterra marcada pelo choque da guerra, como um Frodo traumatizado pela batalha, não sabia como deixar de lado o império em um mundo transformado; o conselho, ela escreve, é sólido, mas tão difícil de seguir para nações quanto para indivíduos.

### Uma mitologia para a Grã-Bretanha ou Europa
Estudiosos, incluindo Dimitra Fimi, questionaram a aplicabilidade da frase "uma mitologia para a Inglaterra" ao trabalho de Tolkien. Ela observa que, embora alguns escritos do legendarium de Tolkien previssem uma história de enquadramento sobre viagens no tempo para trás a partir da Inglaterra moderna, como no inacabado The Notion Club Papers, O Silmarillion tornou-se a história antiga de uma região no norte da Europa, muito menos precisamente localizada. Na visão de Fimi, o entusiasmo de Tolkien pelo nacionalismo inglês diminuiu na década de 1950. Ela nota, entre outras coisas, que ele acabou incorporando o "celta" ao Legendarium, em vez de opor a identidade inglesa à galesa ou irlandesa, construindo assim mais uma "mitologia para a Grã-Bretanha" do que uma exclusivamente para a Inglaterra. Além disso, na opinião dela, Tolkien tornou-se cada vez mais interessado no aspecto espiritual de sua mitologia, como o destino das almas dos Elfos após suas mortes; e isso "competiu pela precedência na mente de Tolkien" com o aspecto nacionalista da mitologia.

### J. R. R. Tolkien
1. 1 2  Carpenter, Humphrey (2023). «The Letters of J. R. R. Tolkien» [As Cartas de J. R. R. Tolkien]. HarperCollins. Carta #257 a Christopher Bretherton, 16 de julho de 1964
2. ↑  Carpenter, Humphrey (2023). «The Letters of J. R. R. Tolkien» [As Cartas de J. R. R. Tolkien]. HarperCollins. Carta #142 a Robert Murray, 2 de dezembro de 1953
3. ↑  Carpenter, Humphrey (2023). «The Letters of J. R. R. Tolkien» [As Cartas de J. R. R. Tolkien]. HarperCollins. Carta #131 a Milton Waldman (na Collins), final de 1951
4. ↑  Carpenter, Humphrey (2023). «The Letters of J. R. R. Tolkien» [As Cartas de J. R. R. Tolkien]. HarperCollins. Carta #25 ao editor de The Observer, publicada em 16 de janeiro de 1938
5. ↑  Carpenter, Humphrey (2023). «The Letters of J. R. R. Tolkien» [As Cartas de J. R. R. Tolkien]. HarperCollins. Carta #163 a W. H. Auden, 7 de junho de 1955
6. ↑  Tolkien, J. R. R. (1997). «The Monsters and the Critics» [Os Monstros e os Críticos]. HarperCollins. p. 26
7. ↑  Tolkien, J. R. R. (1997). «The Monsters and the Critics» [Os Monstros e os Críticos]. HarperCollins. p. 27

- Tolkien, J. R. R. (1997) [1983]. The Monsters and the Critics [Os monstros e os críticos]. Londres: HarperCollins. ISBN 978-0-261-10263-7
- Tolkien, J.R.R.; Flieger, Verlyn (2010). «"The Story of Kullervo" and Essays on Kalevala» [“A história de Kullervo” e ensaios sobre o Kalevala]. Tolkien Studies. 7 (1): 211–278. doi:10.1353/tks.0.0073